# Премія «Золотий глобус» за найкращу чоловічу роль другого плану — кінофільм
Премія «Золотий глобус» за найкращу чоловічу роль другого плану у художньому фільмі вручається щорічно з 1944 року. Впродовж свого існування нагорода неодноразово змінювала свою офіційну назву. З 2005 року і дотепер вживається сучасна назва.
Нижче наведений повний список переможців і номінантів.
Імена переможців виділені окремим кольором.

## 2000—2009
| Рік  | Премія | Світлини переможців                                                                 | Переможці та номінанти                                                 |
| ---- | ------ | ----------------------------------------------------------------------------------- | ---------------------------------------------------------------------- |
| 2000 | 57-ма  |                                                                                     | • Том Круз — «Магнолія» за роль Френка Макея                           |
| 2000 | 57-ма  | • Майкл Кейн — «Правила виноробів» за роль Вілбура Ларча                            |                                                                        |
| 2000 | 57-ма  | • Майкл Кларк Дункан — «Зелена миля» за роль Джона Коффі                            |                                                                        |
| 2000 | 57-ма  | • Джуд Лоу — «Талановитий містер Ріплі» за роль Діккі Грінліфа                      |                                                                        |
| 2000 | 57-ма  | • Гейлі Джоел Осмент — «Шосте відчуття» за роль Коула Сіера                         |                                                                        |
| 2001 | 58-ма  |                                                                                     | • Бенісіо дель Торо — «Трафік» за роль Хав'єра Родріґеса               |
| 2001 | 58-ма  | • Джефф Бріджес — «Претендент» за роль Джексона Евенса                              |                                                                        |
| 2001 | 58-ма  | • Віллем Дефо — «Тінь вампіра» за роль Макса Шрека                                  |                                                                        |
| 2001 | 58-ма  | • Альберт Фінні — «Ерін Брокович» за роль Еда Мезрі                                 |                                                                        |
| 2001 | 58-ма  | • Хоакін Фенікс — «Гладіатор» за роль Коммода                                       |                                                                        |
| 2002 | 59-та  |                                                                                     | • Джим Бродбент — «Айріс» за роль Джона Бейлі                          |
| 2002 | 59-та  | • Стів Бушемі — «Світ примар» за роль Сеймура                                       |                                                                        |
| 2002 | 59-та  | • Гайден Крістенсен — «Життя як дім» за роль Сема Монро                             |                                                                        |
| 2002 | 59-та  | • Бен Кінгслі — «Сексуальна бестія» за роль Дона Логана                             |                                                                        |
| 2002 | 59-та  | • Джуд Лоу — «Штучний розум» за роль Жиголо Джо                                     |                                                                        |
| 2002 | 59-та  | • Джон Войт — «Алі» за роль Говарда Коселла                                         |                                                                        |
| 2003 | 60-та  |                                                                                     | • Кріс Купер — «Адаптація» за роль Джона Лароша                        |
| 2003 | 60-та  | • Ед Гарріс — «Години» за роль Річарда Брауна                                       |                                                                        |
| 2003 | 60-та  | • Пол Ньюман — «Проклятий шлях» за роль Джона Руні                                  |                                                                        |
| 2003 | 60-та  | • Денніс Квейд — «Далеко від раю» за роль Френка Вайтекера                          |                                                                        |
| 2003 | 60-та  | • Джон Рейлі — «Чикаго» за роль Емоса Гарта                                         |                                                                        |
| 2004 | 61-ша  |                                                                                     | • Тім Роббінс — «Таємнича річка» за роль Дейва Бойла                   |
| 2004 | 61-ша  | • Алек Болдвін — «Невдаха» за роль Шеллі Кеплоу                                     |                                                                        |
| 2004 | 61-ша  | • Альберт Фінні — «Велика риба» за роль Еда Блума                                   |                                                                        |
| 2004 | 61-ша  | • Вільям Мейсі — «Фаворит» за роль «Тік Ток» МакЛогліна                             |                                                                        |
| 2004 | 61-ша  | • Пітер Сарсгаард — «Афера Стівена Гласса» за роль Чарлза Лейна                     |                                                                        |
| 2004 | 61-ша  | • Кен Ватанабе — «Останній самурай» за роль Кацумото Морітсугу                      |                                                                        |
| 2005 | 62-га  |                                                                                     | • Клайв Овен — «Близькість» за роль Ларрі Грея                         |
| 2005 | 62-га  | • Девід Керрадайн — «Убити Білла. Фільм 2» за роль Білла                            |                                                                        |
| 2005 | 62-га  | • Джеймі Фокс — «Співучасник» за роль Макса Дурошера                                |                                                                        |
| 2005 | 62-га  | • Томас Гейден Черч — «На узбіччі» за роль Джека Коула                              |                                                                        |
| 2005 | 62-га  | • Морган Фрімен — «Крихітка на мільйон доларів» за роль Едді Дюпрі                  |                                                                        |
| 2006 | 63-тя  |                                                                                     | • Джордж Клуні — «Сиріана» за роль Роберта «Боба» Барнса               |
| 2006 | 63-тя  | • Метт Діллон — «Зіткнення» за роль Джона Раяна                                     |                                                                        |
| 2006 | 63-тя  | • Вілл Феррелл — «Продюсери» за роль Франца Лібкінда                                |                                                                        |
| 2006 | 63-тя  | • Пол Джаматті — «Нокдаун» за роль Джо Гоулда                                       |                                                                        |
| 2006 | 63-тя  | • Боб Госкінс — «Місіс Гендерсон представляє» за роль Вів'єн Ван Дамм               |                                                                        |
| 2007 | 64-та  |                                                                                     | • Едді Мерфі — «Дівчата мрії» за роль Джеймса Ірлі                     |
| 2007 | 64-та  | • Бен Аффлек — «Країна Голлівуд» за роль Джорджа Рівза                              |                                                                        |
| 2007 | 64-та  | • Джек Ніколсон — «Відступники» за роль Френсіса «Френкі» Кастелло                  |                                                                        |
| 2007 | 64-та  | • Бред Пітт — «Вавилон» за роль Річарда Джонса                                      |                                                                        |
| 2007 | 64-та  | • Марк Волберг — «Відступники» за роль Шона Дігнама                                 |                                                                        |
| 2008 | 65-та  |                                                                                     | • Хав'єр Бардем — «Старим тут не місце» за роль Антона Чегура          |
| 2008 | 65-та  | • Кейсі Аффлек — «Як боязкий Роберт Форд убив Джессі Джеймса» за роль Роберта Форда |                                                                        |
| 2008 | 65-та  | • Філіп Сеймур Гоффман — «Війна Чарлі Вілсона» за роль Гаста Авракотоса             |                                                                        |
| 2008 | 65-та  | • Джон Траволта — «Лак для волосся» за роль Едни Тернблад                           |                                                                        |
| 2008 | 65-та  | • Том Вілкінсон — «Майкл Клейтон» за роль Артура Еденса                             |                                                                        |
| 2009 | 66-та  |                                                                                     | • Гіт Леджер — «Темний лицар» за роль Джокера (нагороджений посмертно) |
| 2009 | 66-та  | • Том Круз — «Грім у тропіках» за роль Леса Гроссмана                               |                                                                        |
| 2009 | 66-та  | • Роберт Дауні мол. — «Грім у тропіках» за роль Кірка Лазеруса                      |                                                                        |
| 2009 | 66-та  | • Рейф Файнз — «Герцогиня» за роль герцога Девоншир                                 |                                                                        |
| 2009 | 66-та  | • Філіп Сеймур Гоффман — «Сумнів» за роль Брендана Флінна                           |                                                                        |

## 2010—2019
| Рік  | Премія | Світлини переможців                                                    | Переможці та номінанти                                                     |
| ---- | ------ | ---------------------------------------------------------------------- | -------------------------------------------------------------------------- |
| 2010 | 67-ма  |                                                                        | • Крістоф Вальц — «Безславні виродки» за Ганса Ланда                       |
| 2010 | 67-ма  | • Метт Деймон — «Непідкорений» за роль Француа Пінаар                  |                                                                            |
| 2010 | 67-ма  | • Вуді Гаррельсон — «Посланець» за роль Тоні Стоуна                    |                                                                            |
| 2010 | 67-ма  | • Крістофер Пламмер — «Остання станція» за роль Льва Толстого          |                                                                            |
| 2010 | 67-ма  | • Стенлі Туччі — «Милі кості» за роль Джорджа Гарві                    |                                                                            |
| 2011 | 68-ма  |                                                                        | • Крістіан Бейл — «Боєць» за роль Діккі Еклунда                            |
| 2011 | 68-ма  | • Майкл Дуглас — «Волл-стріт: гроші не сплять» за роль Гордона Гекко   |                                                                            |
| 2011 | 68-ма  | • Ендрю Гарфілд — «Соціальна мережа» за роль Едуардо Саверін           |                                                                            |
| 2011 | 68-ма  | • Джеремі Реннер — «Місто» за роль Джеймса «Джема» Кофліна             |                                                                            |
| 2011 | 68-ма  | • Джефрі Раш — «Король говорить!» за роль Ліонеля Лога                 |                                                                            |
| 2012 | 69-та  |                                                                        | • Крістофер Пламмер — «Початківці» за роль Гела Філдса                     |
| 2012 | 69-та  | • Кеннет Брана — «7 днів і ночей з Мерилін» за роль Лоуренса Олів'є    |                                                                            |
| 2012 | 69-та  | • Альберт Брукс — «Драйв» за роль Берні Роуза                          |                                                                            |
| 2012 | 69-та  | • Джона Гілл — «Людина, яка змінила все» за роль Пітера Бренда         |                                                                            |
| 2012 | 69-та  | • Вігго Мортенсен — «Небезпечний метод» за роль Зигмунда Фрейда        |                                                                            |
| 2013 | 70-та  |                                                                        | • Крістоф Вальц — «Джанґо вільний» за роль Кінга Шульца                    |
| 2013 | 70-та  | • Алан Аркін — «Арго» за роль Лестера Сіґела                           |                                                                            |
| 2013 | 70-та  | • Леонардо Ді Капріо — «Джанґо вільний» за роль Келвіна Кенді          |                                                                            |
| 2013 | 70-та  | • Філіп Сеймур Гофман — «Майстер» за роль Ланкастера Дода              |                                                                            |
| 2013 | 70-та  | • Томмі Лі Джонс — «Лінкольн» за роль Таддеуса Стівенса                |                                                                            |
| 2014 | 71-ша  |                                                                        | • Джаред Лето — «Далласький клуб покупців» за роль Района                  |
| 2014 | 71-ша  | • Бархад Абді — «Капітан Філліпс» за роль Абдувалі Мусе                |                                                                            |
| 2014 | 71-ша  | • Даніель Брюль — «Гонка» за роль Нікі Лауда                           |                                                                            |
| 2014 | 71-ша  | • Бредлі Купер — «Американська афера» за роль Річарда «Річі» ДіМасо    |                                                                            |
| 2014 | 71-ша  | • Майкл Фассбендер — «12 років рабства» за роль Едвіна Еппса           |                                                                            |
| 2015 | 72-га  |                                                                        | • Джонатан Сіммонс — «Одержимість» за роль Теренса Флетчера                |
| 2015 | 72-га  | • Роберт Дюваль — «Суддя» за роль Джозефа Палмера                      |                                                                            |
| 2015 | 72-га  | • Ітан Гоук — «Юність» за роль Мейсона Евенса                          |                                                                            |
| 2015 | 72-га  | • Едвард Нортон — «Бердмен» за роль Майка Шайнера                      |                                                                            |
| 2015 | 72-га  | • Марк Раффало — «Мисливець на лисиць» за роль Дейва Шульца            |                                                                            |
| 2016 | 73-тя  |                                                                        | • Сильвестр Сталлоне — «Крід» за роль Роберта «Роккі» Бальбоа              |
| 2016 | 73-тя  | • Пол Дано — «Любов і милосердя» за роль Браяна Вілсона                |                                                                            |
| 2016 | 73-тя  | • Ідріс Ельба — «Безрідні звірі» за роль Коменданта                    |                                                                            |
| 2016 | 73-тя  | • Марк Райленс — «Міст шпигунів» за роль Рудольфа Абеля                |                                                                            |
| 2016 | 73-тя  | • Майкл Шеннон — «99 будинків» за роль Ріка Карвера                    |                                                                            |
| 2017 | 74-та  |                                                                        | • Аарон Тейлор-Джонсон — «Нічні звірі» за роль Рея Маркуса                 |
| 2017 | 74-та  | • Магершала Алі — «Місячне сяйво» за роль Хуана                        |                                                                            |
| 2017 | 74-та  | • Джефф Бріджес — «Будь-якою ціною» за роль Маркуса Гамілтона          |                                                                            |
| 2017 | 74-та  | • Саймон Гелберг — «Флоренс Фостер Дженкінс» за роль Косме Мак-Муна    |                                                                            |
| 2017 | 74-та  | • Дев Пател — «Лев» за роль Сару Брірлі                                |                                                                            |
| 2018 | 75-та  |                                                                        | • Сем Роквелл — «Три білборди за межами Еббінга, Міссурі» за роль Джейсона |
| 2018 | 75-та  | • Армі Гаммер — «Назви мене своїм ім'ям» за роль Олівера               |                                                                            |
| 2018 | 75-та  | • Віллем Дефо — «Проєкт «Флорида» за роль Боббі Гікса                  |                                                                            |
| 2018 | 75-та  | • Річард Дженкінс — «Форма води» за роль Джайлза                       |                                                                            |
| 2018 | 75-та  | • Крістофер Пламмер — «Усі гроші світу» за роль Дж. Пола Гетти         |                                                                            |
| 2019 | 76-та  |                                                                        | • Магершала Алі — «Зелена книга» за роль Дона Ширлі                        |
| 2019 | 76-та  | • Річард Е. Грант — «Чи зможете Ви мені пробачити?» за роль Джека Гока |                                                                            |
| 2019 | 76-та  | • Адам Драйвер — «Чорний куклукскланівець» за роль Фліпа Циммермана    |                                                                            |
| 2019 | 76-та  | • Сем Роквелл — «Влада» за роль Джорджа Вокера Буша                    |                                                                            |
| 2019 | 76-та  | • Тімоті Шаламе — «Гарний хлопчик» за роль Ніка Шеффа                  |                                                                            |

## 2020—2029
| Рік  | Премія | Світлини переможців                                                       | Переможці та номінанти                                        |
| ---- | ------ | ------------------------------------------------------------------------- | ------------------------------------------------------------- |
| 2020 | 77-ма  |                                                                           | • Бред Пітт — «Одного разу… в Голлівуді» за роль Кліффа Бута  |
| 2020 | 77-ма  | • Том Генкс — «Чудовий день у нашому районі» за роль Фреда Роджерса       |                                                               |
| 2020 | 77-ма  | • Ентоні Гопкінс — «Два Папи» за роль Папи Бенедикта XVI                  |                                                               |
| 2020 | 77-ма  | • Аль Пачіно — «Ірландець» за роль Джиммі Гоффа                           |                                                               |
| 2020 | 77-ма  | • Джо Пеші — «Ірландець» за роль Рассела «Макгі» Буфаліно                 |                                                               |
| 2021 | 78-ма  |                                                                           | • Деніел Калуя — «Юда і Чорний Месія» за роль Фреда Хемптона  |
| 2021 | 78-ма  | • Саша Барон Коен — «Суд над чиказькою сімкою» за роль Еббі Гофмана       |                                                               |
| 2021 | 78-ма  | • Джаред Лето — «Дрібниці» за роль Альберта Спарми                        |                                                               |
| 2021 | 78-ма  | • Білл Мюррей — «On the Rocks» за роль Фелікса Кіна                       |                                                               |
| 2021 | 78-ма  | • Леслі Одом-молодший — «Одна ніч у Маямі» за роль Сема Кука              |                                                               |
| 2022 | 79-та  |                                                                           | • Коді Сміт-Макфі — «У руках пса» за роль Пітера              |
| 2022 | 79-та  | • Бен Аффлек — «Ніжний бар» за роль Чарлі                                 |                                                               |
| 2022 | 79-та  | • Джеймі Дорнан — «Белфаст» за роль По                                    |                                                               |
| 2022 | 79-та  | • Кіаран Хайндс — «Белфаст» за роль Поп                                   |                                                               |
| 2022 | 79-та  | • Трой Коцур — «CODA: У ритмі серця» за роль Френка Россі                 |                                                               |
| 2023 | 80-та  |                                                                           | • Джонатан Ке Кван — «Все завжди і водночас» за роль Веймонда |
| 2023 | 80-та  | • Брендан Глісон — «Банши Інішерина» за роль Колма Доерті                 |                                                               |
| 2023 | 80-та  | • Баррі Кіоган — «Банши Інішерина» за роль Домініка Керні                 |                                                               |
| 2023 | 80-та  | • Бред Пітт — «Вавилон» за роль Джека Конрада                             |                                                               |
| 2023 | 80-та  | • Едді Редмейн — «Хороший медбрат» за роль Чарльза Каллена                |                                                               |
| 2024 | 81-ша  |                                                                           | • Роберт Дауні-мол. — «Оппенгеймер» за роль Льюїса Штрауса    |
| 2024 | 81-ша  | • Віллем Дефо — «Бідолашні створіння» за роль доктора Годвіна Бакстера    |                                                               |
| 2024 | 81-ша  | • Марк Раффало — «Бідолашні створіння» за роль Дункана Веддерберна        |                                                               |
| 2024 | 81-ша  | • Роберт Де Ніро — «Вбивці квіткової повні» за роль Вільяма Хейла         |                                                               |
| 2024 | 81-ша  | • Раян Ґослінґ — «Барбі» за роль Кена                                     |                                                               |
| 2024 | 81-ша  | • Чарльз Мелтон — «Травень, грудень» за роль Джо Ю                        |                                                               |
| 2025 | 82-га  |                                                                           | • Кіран Калкін — «Справжній біль» за роль Бенджі Каплана      |
| 2025 | 82-га  | • Юрій Борисов — «Анора» за роль Ігора                                    |                                                               |
| 2025 | 82-га  | • Едвард Нортон — «Боб Ділан: Цілковитий незнайомець» за роль Піта Сіґера |                                                               |
| 2025 | 82-га  | • Гай Пірс — «Бруталіст» за роль Гаррісона Лі Ван Бюрена                  |                                                               |
| 2025 | 82-га  | • Джеремі Стронг — «Учень. Історія Трампа» за роль Роя Кона               |                                                               |
| 2025 | 82-га  | • Дензел Вашингтон — «Гладіатор 2» за роль Маркініуса                     |                                                               |